# Richard Dreyfuss

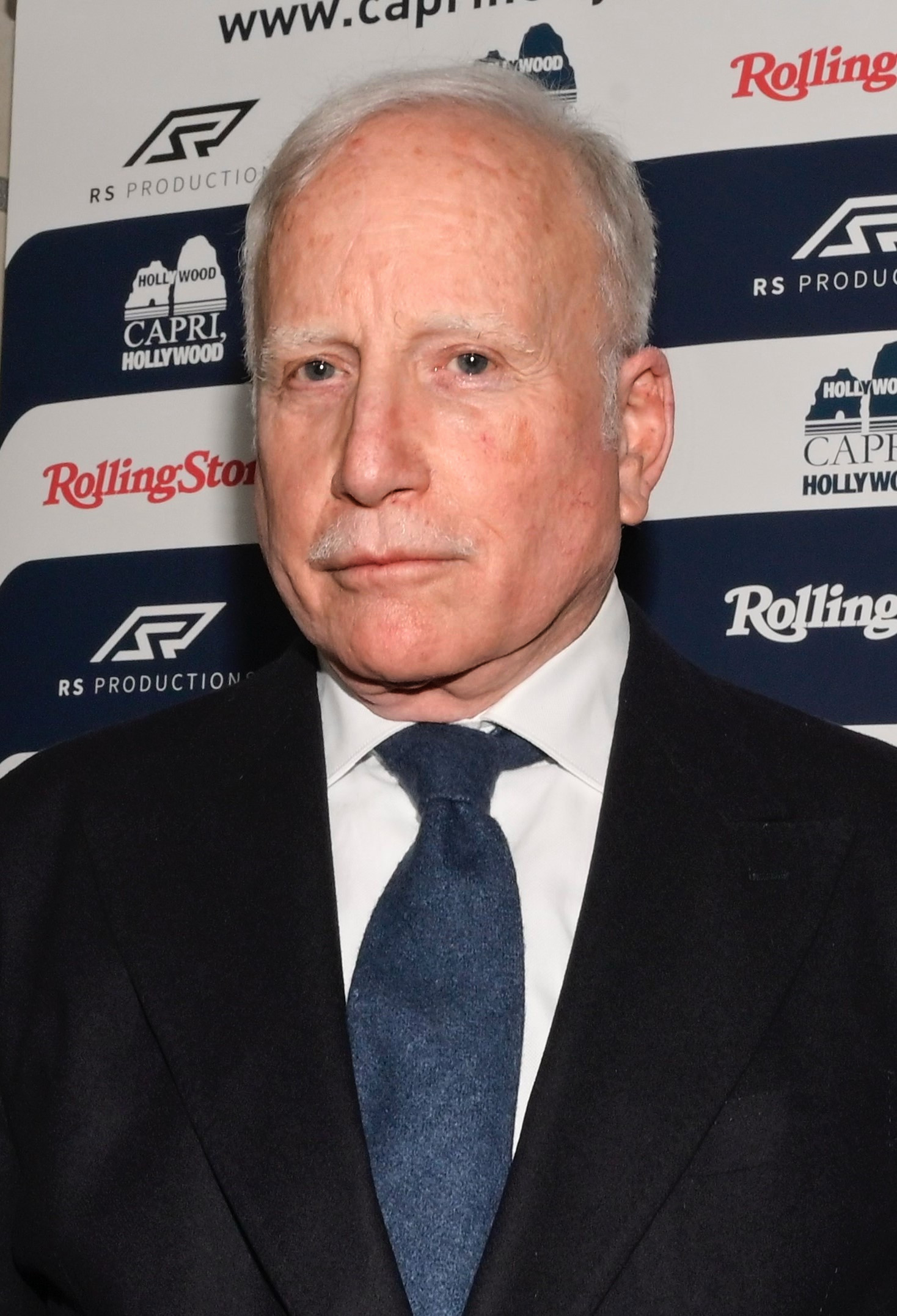
Richard Dreyfuss, 2021

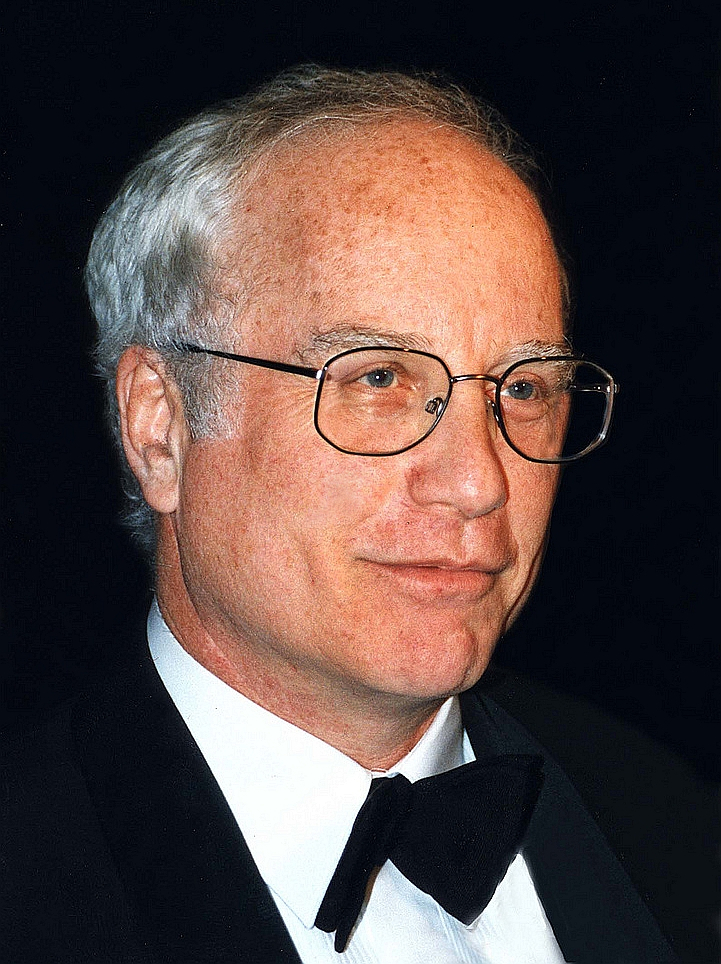
Richard Dreyfuss, 1997

Richard Stephen Dreyfuss (* 29. Oktober 1947 in New York) ist ein US-amerikanischer Schauspieler, der in den 1970er Jahren durch Filmklassiker wie Der weiße Hai, Unheimliche Begegnung der dritten Art und American Graffiti bekannt wurde. Für seine Rolle in Der Untermieter gewann er 1978 den Oscar als Bester Hauptdarsteller.

## Leben
Seine Kindheit verbrachte Richard Dreyfuss in Brooklyn und Queens, bevor er im Alter von neun Jahren mit seiner Familie nach Los Angeles zog. Mit fünfzehn Jahren gab er sein Schauspieldebüt im Fernsehfilm In Mama’s House. In den späten 1960er und frühen 1970er Jahren spielte er neben kleineren Rollen fürs Fernsehen auch am Broadway und anderen Theatern. Erste Kurzauftritte in Kinofilmen hatte er 1967 in Das Tal der Puppen und Die Reifeprüfung.
Seinen Durchbruch hatte er 1973 mit George Lucas’ Film American Graffiti, in dem auch Harrison Ford und Ron Howard mitspielten. Mit Filmen wie Der weiße Hai und Unheimliche Begegnung der dritten Art (beide von Steven Spielberg) wurde Dreyfuss zu einem der gefragtesten Schauspieler Hollywoods.
Für seine Rolle in Der Untermieter bekam er 1978 einen Oscar als bester Hauptdarsteller und einen Golden Globe als bester Schauspieler im Bereich Musical oder Comedy. Bis 2003, als Adrien Brody ausgezeichnet wurde, war Dreyfuss der jüngste Schauspieler, der je einen Oscar in der Kategorie Bester Hauptdarsteller erhalten hatte.
Bereits seit Ende der 1970er Jahre litt der Schauspieler jedoch auch an einer bipolaren Störung, deren Symptome er zunächst mit Alkohol und illegalen Drogen bekämpfte. Anfang der 1980er Jahre waren die Filme mit Dreyfuss kommerziell weniger erfolgreich. Nach einem Autounfall 1982 wurde er verhaftet. Nach einer Diagnose der psychiatrischen Erkrankung sowie einer erfolgreichen Lithiumtherapie schaffte Richard Dreyfuss 1985 sein berufliches Comeback.
Großen Erfolg brachten ihm – beginnend mit Zoff in Beverly Hills (1986) – vor allem eine Reihe von Komödien, die von der Disney-Tochtergesellschaft Touchstone Pictures produziert wurden. Für Disney selbst spielte er 1997 den Fagin in einer TV-Version von Charles Dickens’ Oliver Twist.
Ab dem Film Der weiße Hai bis 2001 etablierte sich Norbert Gescher als seine feste Synchronstimme. Gelegentlich wurde er auch von anderen Sprechern synchronisiert, darunter Frank Glaubrecht oder Lutz Mackensy. 2004 wurde Kaspar Eichel seine deutsche Stimme.

## Privates
Aus seiner Ehe mit Jeramie Rain gingen drei Kinder hervor. 1999 heiratete Dreyfuss Janelle Lacey. Seit 2005 ist er zum dritten Mal verheiratet. Dreyfuss ist Mitglied im Bund der Freimaurer.

## Filmografie (Auswahl)
- 1964: Karen (Fernsehserie, Folge 1x08)
- 1966: Verliebt in eine Hexe (Bewitched, Fernsehserie, Folge 2x34)
- 1967: Das Tal der Puppen (Valley of the Dolls)
- 1967: Die Reifeprüfung (The Graduate)
- 1969: Hello Down There
- 1973: Jagd auf Dillinger (Dillinger)
- 1973: American Graffiti
- 1974: Duddy will hoch hinaus (The Apprenticeship of Duddy Kravitz)
- 1975: Nahaufnahmen (Inserts)
- 1975: Der weiße Hai (Jaws)
- 1976: Unternehmen Entebbe (Victory at Entebbe)
- 1977: Unheimliche Begegnung der dritten Art (Close Encounters of the Third Kind)
- 1977: Hexensabbat (The Sentinel)
- 1977: Der Untermieter (The Goodbye Girl)
- 1978: Der große Trick (The Big Fix)
- 1980: Das große Finale (The Competition)
- 1981: Ist das nicht mein Leben? (Whose Life is It Anyway?)
- 1984: Biete Mutter – suche Vater (The Buddy System)
- 1986: Stand by Me – Das Geheimnis eines Sommers (Stand by Me)
- 1986: Zoff in Beverly Hills (Down and Out in Beverly Hills)
- 1987: Die Nacht hat viele Augen (Stakeout)
- 1987: Tin Men
- 1987: Nuts… Durchgedreht (Nuts)
- 1988: Mond über Parador (Moon Over Parador)
- 1989: Always – Der Feuerengel von Montana (Always)
- 1989: Alles auf Sieg (Let It Ride)
- 1990: Grüße aus Hollywood (Postcards from the Edge)
- 1991: Was ist mit Bob? (What About Bob?)
- 1991: Ein charmantes Ekel (Once Around)
- 1991: Der Gefangene der Teufelsinsel (Prisoner of Honor) (Fernsehfilm)
- 1993: Die Abservierer (Another Stakeout)
- 1994: Stummer Schrei (Silent fall)
- 1995: Hallo, Mr. President (The American President)
- 1995: Mr. Holland’s Opus
- 1996: James und der Riesenpfirsich (James and the Giant Peach) (Stimme für Tausendfüßler)
- 1997: Oliver Twist (Fernsehfilm)
- 1997: Nacht über Manhattan (Night Falls on Manhattan)
- 1998: Jagabongo – Eine schrecklich nette Urwaldfamilie (Krippendorf’s Tribe)
- 1999: Meyer Lansky – Amerikanisches Roulette (Lansky)
- 2000: Fail Safe – Befehl ohne Ausweg (Fail Safe)
- 2001: The Day Reagan Was Shot
- 2001: El viejo que leia novelas de amor
- 2001: Jagd auf Mr. Tout (Who Is Cletis Tout?)
- 2004: Coast to Coast
- 2004: Silver City
- 2006: Poseidon
- 2007: Tin Man – Kampf um den Smaragd des Lichts (Tin Man, Miniserie, 3 Folgen)
- 2008: W. – Ein missverstandenes Leben (W.)
- 2009: Leaves of Grass
- 2009: My Big Fat Greek Summer (My Life in Ruins)
- 2009: The Lightkeepers
- 2010: Piranha 3D
- 2010: R.E.D. – Älter, Härter, Besser (RED)
- 2010: Weeds – Kleine Deals unter Nachbarn (Weeds, Fernsehserie, 4 Folgen)
- 2011: Parenthood (Fernsehserie, 4 Folgen)
- 2013: Paranoia – Riskantes Spiel (Paranoia)
- 2013: Cas & Dylan
- 2014: Caserta Palace Dream (Kurzfilm)
- 2014: Squatters
- 2015: Zipper – Geld. Macht. Sex. Verrat. (Zipper)
- 2018: Book Club – Das Beste kommt noch (Book Club)
- 2019: Daughter of the Wolf
- 2019: The Last Laugh
- 2019: Polar
- 2019: Astronaut
- 2022: Mord in Yellowstone City (Murder at Yellowstone City)
- 2025: Into the Deep

## Auszeichnungen
- 1973:	American Graffiti
  - Nominiert für den Golden Globe Award als bester Hauptdarsteller (Musical oder Komödie)
- 1975: Der weiße Hai
  - Nominiert für den BAFTA Award als bester Hauptdarsteller
- 1977: Unheimliche Begegnung der dritten Art
  - Nominiert für den Saturn Award als bester Hauptdarsteller
- 1977:	Der Untermieter
  - Academy Award, Bester Hauptdarsteller
  - BAFTA Award, Bester Hauptdarsteller
  - David di Donatello, Bester ausländischer Hauptdarsteller
  - Golden Globe Award, Bester Hauptdarsteller (Musical oder Komödie)
  - Kansas City Film Critics Circle Award, Bester Hauptdarsteller
  - Los Angeles Film Critics Association Award, Bester Hauptdarsteller
- 1981: Das große Finale
  - Nominiert für die Goldene Himbeere für den schlechtesten Hauptdarsteller
- 1987: Nuts… Durchgedreht
  - Nominiert für den Golden Globe als bester Nebendarsteller
- 1995: Mr. Holland’s Opus
  - Nominiert für den Oscar als bester Hauptdarsteller
- 1996: Mr. Holland’s Opus
  - Nominierung für den Golden Globe als bester Hauptdarsteller (Drama)
- 2002: The Day Reagan Was Shot
  - Satellite Awards, Bester Hauptdarsteller in einer Miniserie oder einem Fernsehfilm
- 2002:	The Day Reagan Was Shot
  - Screen Actors Guild Awards, Nominierung als bester Hauptdarsteller in einer Miniserie oder einem Fernsehfilm
- 2002: The Education of Max Bickford
  - Screen Actors Guild Awards, Nominierung als bester Hauptdarsteller in einer Miniserie oder einem Fernsehfilm
- 2004 	The Old Man Who Read Love Stories
  - Film Critics Circle of Australia, Nominierung als bester Hauptdarsteller
- 2011
  - Saturn Awards, Bester Gaststar im Fernsehen